# 澤光代
澤 光代（さわ みつよ、1941年2月11日 - ）は、日本の政治家。元神奈川県逗子市長（1期）。

## 来歴
現在の東京都新宿区出身。1963年、聖心女子大学文学部英文学科卒。貿易会社に勤務し、その後、結婚し、逗子市に住む。1982年、在日米軍施設である池子弾薬庫跡地への住宅建設計画が公表され、2年後の1984年、計画受け入れを表明した逗子市長三島虎好に対するリコール運動に参加、市民団体の運営委員長となった。その後、逗子市議会議員となる。
1992年、逗子市長富野暉一郎が10月の市長選挙に不出馬を表明、池子弾薬庫跡地への米軍住宅建設反対派から逗子市議だった澤が推される形で立候補し、当選し、芦屋市長北村春江に次ぐ全国で二人目の女性市長となった。翌年、池子住宅の本体工事が始まり、逗子市は工事中止の訴訟を起こしたが、第1審でも第2審でも逗子市側が敗れ、最高裁判所でも上告棄却となって終結した。工事受け入れ反対派であった市長の澤と当時反対派が多数を占めていた市議会は政府との和解に向けて動き、1994年11月、防衛施設庁長官、神奈川県知事と間に三者合意が成立し、逗子市は住宅建設を正式に受け入れた。澤はこの合意の成立翌日に市長を辞職した。辞職後の市長選挙に立候補したが落選した。